# クルチャ
クルチャ（パンジャーブ語、ਕੁਲਚਾ,کلچه）とは、マイダ（または、メイダ、インドで作られる精製された小麦粉）を主原料として作られる、パンの一種である。

## 概要

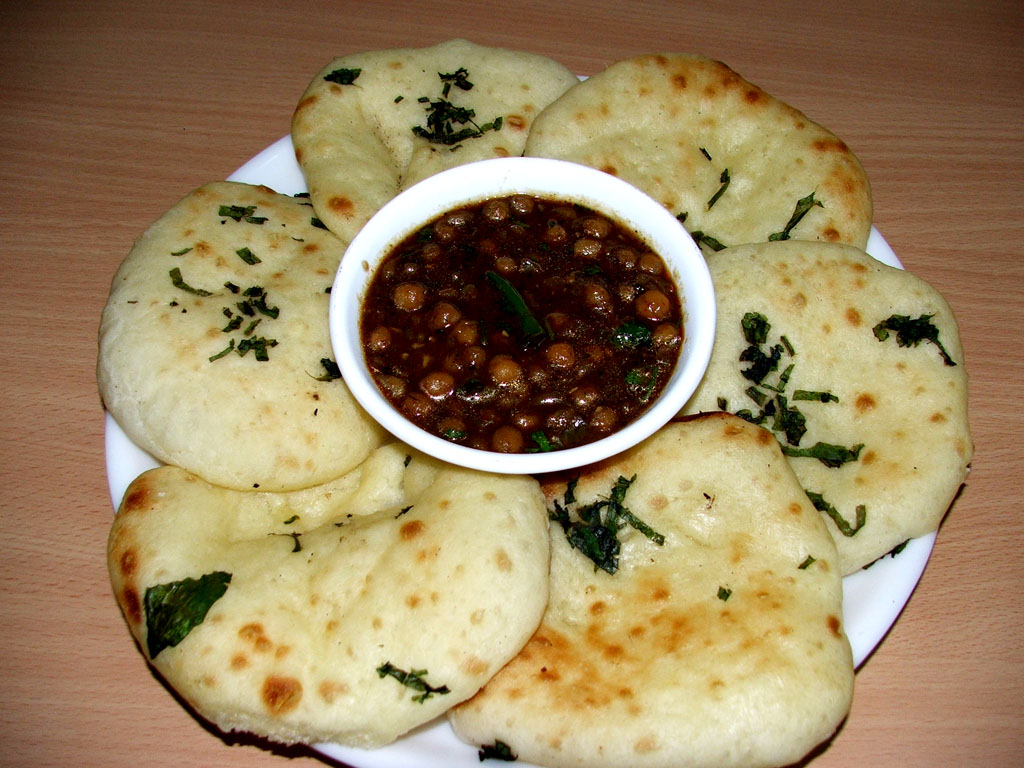
複数枚のクルチャとチャナマサラを皿に盛り付けたところ。

クルチャは主に、このパンの原料の小麦粉であるマイダ（メイダ）の生産地域、つまりインド亜大陸で発祥したと考えられている。そして現在は、主にインドの北部のパンジャーブ州、パキスタンが実効支配しているアザド・カシミール州とギルギット・バルティスタン州、パキスタン北部のカイバル・パクトゥンクワ州の一部などで作られ、これらの地域では主に朝食として食べられている。これらの地域を始めとして、インドやパキスタンにおいてクルチャは、よく知られたパンである。特にインドのパンジャーブ州に属する都市の1つであるアムリトサルでは、ナンと並んで有名である。なお、クルチャは、通常チャナマサラと一緒に食べられる。この食べ方は、パンジャーブ料理の代表例の1つに数えられている。

## 作り方

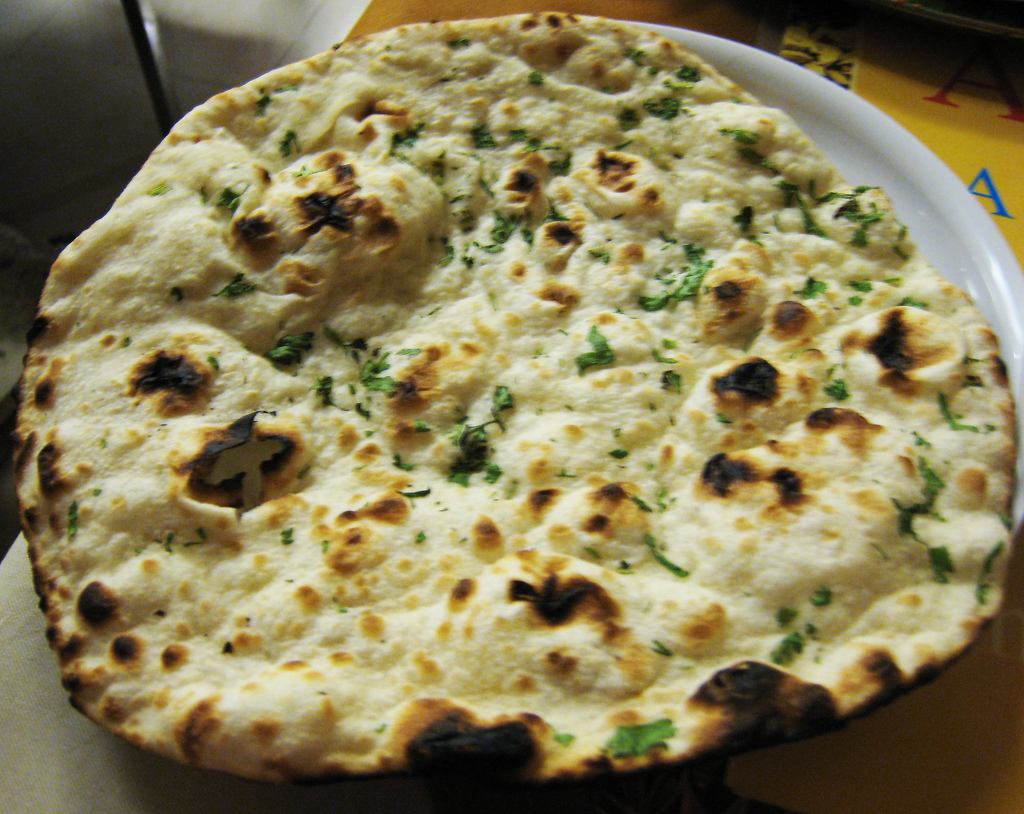
クルチャの写真。

クルチャのおおまかな作り方は、次のようなものである。まず油脂を小麦粉（本来はマイダと言う小麦粉）で作った生地に練り込む。そうして作った生地を円盤状の形に整えた後、タンドールを使ってキツネ色になるまで焼き上げる。焼き上げた後に、普通は表面にバターを薄く塗った状態で供する。